# Население Полтавской области
Население Полтавской области — часть населения Украины, проживающего на территории Полтавской области. По состоянию на 1 ноября 2014 года составило 1 450 468 человек.

## Исторические сведения

### До нашей эры
На территории области обнаружено около 20 поселений эпохи позднего палеолита (35 — 9 тыс. г. к н. е.); наиболее известное — Гинцивская стоянка на реке Удай. Основным занятием населения была охота на мамонтов, зубров, бурых медведей и северных оленей в условиях холодного климата позднего плейстоцена.
В начале голоцена начался значительно более тёплый меж ледниковый период, население перешло к оседлому образу жизни, в результате чего возросла его количество и плотность. В истории формирования культуры это время соответствует мезолита. На территории Полтавщины поселение раннего мезолита представлены стойбищами зимивникивской культуры, приуроченные к берегам рек. Характерными занятиями населения были охота на туров, благородных оленей, кабанов, рыболовство, собирательство диких растений. Произошло одомашнивание свиньи и быка. На дальнейшее формирование мезолитической культуры влияли контакты местного населения и племен кукрецкой культуры, переселявшихся из южных степей, на протяжении второй половины VII тыс. к н. е. Поселения этого времени обнаружены в долинах Днепра, Ворсклы, Псла и Орели.
Климат неолита (V—IV тыс. к н. е.) был ещё мягче, поэтому вместе с охотой и рыболовством развивается разведение свиней, коров и возникает земледелие. Увеличение производительности труда и количества пищи ведет за собой рост численности населения. Территорию Полтавщины последовательно заселяют представители днепровско-донецкий племен неолита, племена ямочно-гребенчатой керамики (больше всего поселений виявнело в долинах Ворсклы, Орели, Днепра и Хорола), племена сурский неолитической культуры (IV тыс. к н. е.)
В медную сутки (кон. IV—III тыс. к н. е.) начинается использование в земледелии рала и тягловой силы — быков; происходит его специализация. В начале медного суток в южной части региона проживали племена среднестоговской культуры, а северо-запад региона заселен, вероятнее всего, представителями позднетрипольской культуры.
В бронзовую сутки в земледелии плуг заменяется на примитивный плуг. Расширяется набор окультуренных растений, площадь полей. С возникновением всадничества начинается использование лошади не только в хозяйстве, но и во время набегов. На территории Полтавщины активно происходили миграционные процессы: в разное время проживало населения ямной, катакомбной, многоваликовой керамики, срубной, сабатиновской, белозерской, бондарихинской археологических культур. В период XVI-Х ст. к н. е. происходит следующая волна роста численности населения и увеличения количества постоянных поселений.
В эпоху раннего железа (VIII—IV вв. к н. е.) одним из занятий местного населения было добывание железа из местных болотных и луговых руд. Развивалось пашенное земледелие (с помощью деревянной сохи и примитивного плуга). Выращивали мягкую и карликовую пшеницу, полбу, ячмень, рожь, просо, овес, лен, коноплю. Было распространено придомне скотоводство. И далее уменьшалась площадь лесов. В эту эпоху на территории Полтавщины проживали финно-угорские племена прославянской чернолесской культуры, со второй половины VII века. к н. е. распространяется влияние кочевых скифов. Население северной и центральной Полтавщины воздвигало укрепленные поселения, крупнейшим среди которых было Бельское городище, численность жителей которого в период V века. к н. е. колебалась от 12 до 30 тыс. лиц.

### Наша эра
С упадком скифской культуры, происходит постепенное сокращение численности населения края, а в начале нашей эры по территории Полтавщины расселяются древние славянские племена.
В И-III ст. из северной Европы на территорию среднего Приднепровья и Полтавщины переселяются германские племена готов, которые вытеснили аланское население. Некоторое время край населяли разноэтнические племена черняховской культуры. В конце IV века. территории современной Полтавщины достигло Великое переселение народов, вызванное вторжение в 375 г. монголоидных кочевых племен гуннов.
В V—VII вв. в долинах Сулы, Псла, Ворсклы и их притоков утверждаются славянские племена. Дальнейшие миграционные и общественно-политические процессы, которые происходили в Восточной Европе, привели к совместного проживания на территории края оседлых славян (северяне освоили долины рек; поляны — северо-запад территории) и кочевых племен.

### Ранее Средневековье
В раннем средневековье происходит совершенствование железных орудий труда. Распространено пашенное земледелие (пшеница, яровой ячмень, овес, просо, гречка) в сочетании со скотоводством, охотой, бортничеством. Часто земледельческий уклад населения прерывалась вторжением из степи воинственных кочевников. На основе укрепленных поселений, которые существовали здесь ранее, уже в киево-русский время была создана система укреплений от нападений кочевников, в которую вошли важные укрепленные поселения на Псле и Ворскле, построенные по инициативе князя Святослава валы, с которыми связано возникновение и новых поселений. Во второй половине XI века. под влиянием половецкой орды в поселениях на Ворскле и Псле численность населения значительно уменьшается, в конце века разрушены и поселения на Суле. Сеть поселений возобновилась в начале ХІІ ст., а после победы над половцами в 1184 г. на высоких правых берегах Псла и Ворсклы возникает ряд городищ (одно из крупнейших — Лтава на Ворскле) и поселений, между ними существовали неукрепленные поселки; также существовал большой городской центр — город Воинь в устье Сулы. В начале XIII века славяно-русское население расселяется в долине Орели, однако окончательному заселению древнерусским населением территории всей Полтавщины помешала монголо-татарское нашествие.
В XIV ст. среди крупнейших поселений региона были Снипорид, Горошин, Ромны, Городище, Ничан, Омельник и другие. После битвы на Ворскле 1399 г. почти все населенные пункты на территории Полтавщины были уничтожены. Заселение края началось за счет строительства новых укреплений (Глинское, Снипород, Говтвянское, Прилуки, Кременчуг). В результате опустошительных набегов крымских татар население Полтавщины было практически уничтожено, территория региона обезлюдела и оказалась на грани с так называемым «Диким полем».

### Казачество
С конца XV века. увеличение численности населения на Правобережье влияет на постепенное заселение нынешней Полтавщины. Появились новые поселения — Кармашек, Переволочная, Келеберда, а также восстанавливались старые поселения. На территории края расселяются потомки местного населения, а также переселенцы из Киевщины, Брацлавщины и Подолии. Преобладающим типом расселения населения украинцев литовско-польской суток на Полтавщине становится село со средним количеством жителей от 60 до 120 человек.
Ещё более быстрыми темпы заселения Полтавщины происходило в первой половине XVII века. (тоже из западных регионов Украины). В это время в пределах её территории насчитывалось около 300 населенных пунктов, из которых 48 были укрепленными. Наибольшую плотность населения имели северные и северо-западные регионы Полтавщины, в частности долина Сулы. Лубенская государство Я. Вишневецкого состоянию на 1647 г. малая численность населения около 140 тыс. лиц. Численность населения Полтавщины в начале XVIII века. составляла около 600 тыс. лиц. Демографические процессы на Полтавщине в течение XVII—XVIII ст. характеризовались традиционным типом воспроизводства населения (высокий уровень рождаемости и высокий уровень смертности). По сравнению с другими регионами Гетманщины Полтавщина была густозаселеною, но размещалось население крайне неравномерно. На это время приходится и завершение процесса формирования этнического состава населения региона, которое почти исключительно было украинским. В XVII—XVIII вв. интенсивно вырубаются леса (для производства дегтя, селитры, работы винокурен). Ведущей отраслью является земледелие, феодальное хозяйствования. Постепенно распахивают степи, для работы водяных мельниц загачують реки.

## Полтавская губерния
На время образования Полтавской губернии в 1802 г. в ней проживало 1,343 млн жителей. По состоянию на 1860 г. численность населения губернии составляла 1,863 млн человек, а после отмены крепостного права и реформы на селе, количество населения Полтавщины растет быстрыми темпами. Например, только в Полтавском уезде численность населения за тридцать лет (1866—1897 гг.) выросла на 68 %. По данным переписи населения в 1897 г. в Полтавской губернии проживало 2,778 млн человек, в том числе городского населения — 274 тыс. лиц. В 1869 г. пахотные земли составляли 72,5 % площади губернии. Практиковалась трехпольная система земледелия. Больше всего выращивали рожь, яровую пшеницу, ячмень, овес, гречиху.
Вследствие резкого роста численности населения (демографического взрыва) в конце XIX века. возникла относительно аграрная перенаселенность края. После реформы 1861 г. состояние почв существенно ухудшилось (из-за эрозии, пыльные бури и т. п). Это вызвало частые неурожаи, ряд голодных лет.
Вторая половина XIX — начало XX века сказались массовыми миграциями населения. К 1897 г. из губернии виселилось более 443 тыс., или 16 % всего населения. Больше всего выходцев с Полтавщины было на Кубани — 77 тыс., Екатеринославщине — 47 тыс., Ставрополье — 35 тыс., Таврии — 33 тыс., Томской губернии — 37 тыс. лиц. Только с 1897 по 1914 гг. из Полтавской губернии переселилось за Урал более 360 тыс. чел., что составило 22 % всех переселенцев с Украины. Миграции населения в начале XX века. были обусловлены не только переселением семей в связи с получением новых земельных участков, но и переездом рабочей силы до городских поселений, экономическая деятельность которых активизировалась. За период с 1906 по 1911 гг. в среднем за год с Полтавщины переселялось более 5 тыс. семей, или более 38 тыс. лиц. Основными районами миграций были юг Западной Сибири, а также украинские земли в пределах Таврии, Херсонщины, Екатеринославщины, Курщины и Кубани, а по количеству переселенцев Полтавщина занимала первое место среди губерний Европейской России. В период осуществления столыпинской аграрной реформы (1907—1913) в результате выделения отдельных земельных наделов, в структуре расселения населения Полтавской области увеличилось количество хуторов, которые укрепились экономически и развивались как самостоятельные хозяйственные единицы.

### Советский период
На начало 1917 г. в Полтавской губернии проживало 3,75 млн человек. В течение 1920-х гг. в связи с рядом административных реформ и отсутствия объективных статистических данных, говорить о населения Полтавщины достаточно сложно.
17 декабря 1926 г. — на время переписи на территории, которая потом вошла в состав Полтавской области, проживало 2 644 051 человек.
Численность населения края значительно сократилась во время голода 1921 г. и 1932—1933 годов.
По данным Всесоюзной переписи 1939 г. в области насчитывалось 2 263 159 жителей. Следовательно, по сравнению с переписью 1926 г., в 1939 г. население Полтавской области уменьшилось на 380 892 чел. Это стало следствием выселения массы тружеников села в северные и восточные регионы СССР в связи с раскулачиванием зажиточных крестьян, а нередко и середняков, репрессий 20-30-х гг. XX ст. и особенно ужасного голода 1932—1933 гг..
В 1939 г. численность населения области составляла 1,89 млн человек, из которых доля городского населения Полтавской областисоставляла 19 %, а в 1959 г. с 1,62 млн, и лишь 30 % соответственно. Однако, по состоянию на 1942 г. Полтава была единственным областным центром в пределах Украины где преобладали украинцы (72 %).
На 1 января 1941 г. в области проживало 1 896 383 чел., из них сельского населения — 81,4 %, городского — 18,6 %. Абсолютное большинство жителей составляли украинцы — более 90 %, остальные — русские, евреи, поляки, белорусы, болгары, грузины, молдаване, немцы, чехи, цыгане и др.
Во время войны погибло 186 тыс. полтавчан. Называют и другие цифры: так, в изданиях 90-х годов XX века включительно указано, что во время оккупации области немецкие фашисты уничтожили 221 895 человек. (из них 115 тыс. военнопленных), в частности в Полтаве — 20 237, в Кременчуге — 97 000, Лубнах — 19 500, Хороле — 9 300, Золотоноше— 12 750 человек, вывезли на принудительные работы в Германию свыше 156 тыс. граждан. Но здесь указаны цифры с теми районами, которые позже отошли от Полтавской области, некоторые данные уточнены позже.
По состоянию на 1956 г. в Полтавской области насчитывалось 1 600 тыс. чел. населения, 97 % которого составляли украинцы. Густота была 57 чел. на 1 км². В Полтаве в то время проживало 129 тыс. чел., в Кременчуге — 77 тыс., в Лубнах — 27,7 тыс.
В течение первой половины XX века — и до 1970-х гг. территория Полтавской области принадлежала к густозаселенных регионов УССР. По состоянию на 1959 год в ней проживало 1,630 млн жителей, то есть плотность населения составляла почти 57 ос./км². До того времени сохранялось неравномерное расселение населения края. Наиболее заселенными были центральные и северо-западные районы области, где плотность населения была больше средней по области. Редко заселенными были юго-западные и приднепровские районы, в которых плотность населения составляла до 42 человек на 1 км². Следовательно, плотность населения Полтавщины в 1950—1970-х гг. возрастала с юга и запада на север и северо-восток.
На 1 января 1968 г. количество населения Полтавской области составляла 1681,7 тыс. чел.. Густота — 58,4 чел./км². В городах проживало 620,8 тыс. чел., в селах — 1 060,8 тыс. чел. Украинцев — 93,8 %, остальное — другие национальности. Область разделена на 25 районов. В её рамках было 12 городов (2 областного подчинения и 10 районного), 18 поселков городского типа, 3 рабочих поселка и 2 224 сельские населенные пункты, подчиненные 18 поселковым и 378 сельским советам депутатов трудящихся.
Характерной чертой расселения населения оставалась разнообразие типов поселений, большое количество традиционных форм — хуторов. Несмотря на то, что за годы советской власти и политики в отношении украинского села их количество значительно сократилось, однако ещё и на протяжении второй половины XX века. они составляли значительную часть населенных пунктов области. В старейших центрах поселений, в северо-западных и центральных районах, преобладали крупные села, которые возникли ещё в XVI—XVII вв.исосредоточены преимущественно в долинах рек. Поскольку заселение региона происходило с севера на юг, то села размещены в южной степной части возникли значительно позже и отличаются своим планированием.
Со второй четверти XX века бурно развивается промышленность. На структуру населения Полтавщины во второй половине XX века. повлияли общегосударственная программа освоения целинных земель, программа социально-экономического развития села и строительство Кременчугского водохранилища, с которыми связаны обширные миграции. В связи с укрупнением сельских поселений и переселением в них хуторских усадеб на Полтавщине было выделено категорию т. зв. «неперспективных» малых сельских поселений, что привело к уменьшению количества хуторских и мало-сельских поселений. Одновременно в 1979—1989 гг. произошло механическое рост численности сельского населения в пригородных зонах, переселение населения из так называемых «неперспективных» поселений.
По Всесоюзной переписи 1989 г. всего населения в области насчитывалось 1 753 030 чел., в частности мужчин — 789 285, женщин — 963 745. С удалением от войны 1941—1945 гг. количество мужчин медленно увеличивалась. В 1959 г. их доля среди населения области составила 42,1 %, в 1979 г. — 44 %, в 1989 г. — 45 %

## Независимость Украины
На начало 1991 г. в Полтавской области проживало 1,756 млн человек. Начиная с конца 1980-х гг. естественный прирост населения Полтавщины становится отрицательным. Демографические процессы на Полтавщине начала 1990-х гг. характеризовались уменьшением численности сельского населения (в среднем на 1 % за год), увеличением доли людей пожилого возраста (13,9 % от общей численности в 1989 г.). На начало 1990-х гг. Полтавская область имела умеренную густоту населения (60,9 чел. на 1 км²), занимая по этому показателю 16 место среди областей Украины. Наибольшую плотность населения имел Полтавский район (56 чел. на 1 км²), а наименьшую — Глобинский и Чернухинский (27 чел. на 1 км²). Одной из проблем географии населения и расселения Полтавщины 1990-х гг. стало исчезновение целого ряда сельских населенных пунктов, которые были традиционными формами расселения населения края. По состоянию на 1991 г. в Полтавской области было зарегистрировано 1910 населенных пунктов. В целом же демографические процессы, что происходили на Полтавщине в течение 1990-х гг. были характерны для большинства регионов Украины.
На 1 января 1996 г. в Полтавской области проживало 790 041 (45,5 %) мужчин и 944 747 (54,5 %) женщин. Последних насчитывалось на 154,7 тыс. человек больше, чем мужчин. В том году на 1000 женщин приходилось 845 мужчин. Перепись 1989 года показал, что на территории области проживали представители более 75 национальностей. Из всего населения украинцы составляли 1 536 630 человек. (87,6 %), русские — 176 965, белорусы — 9 537, евреи — 6 668, молдаване — 2 737, поляки — 1 075, татары — 1 111, цыгане — 982, армяне — 1 314, немцы — 698, болгары — 359, азербайджанцы — 1 203, венгры — 440, мордвини — 492, чуваши — 400, грузины — 602, узбеки — 1 394, казахи — 336, литовцы — 237, латыши — 157, удмурты — 204, башкиры — 152, греки — 232, корейцы — 120, другие национальности и народности — 6 943.
По предварительным итогам Всеукраинской переписи населения 2001 г. всего по Полтавской области насчитывалось 1 630,1 тыс. жителей, в том числе городского населения — 956,7 тыс. чел. (58,7 %), сельского — 673,4 тыс. чел. (41,3 %), мужчин — 747,4 тыс. человек (45,9 %), женщин — 882,6 тыс. (54,1 %). Женщин на 1000 мужчин приходилось 1181. В пяти городах области население составляло:
- Полтава: всего 318 тыс., из них мужчин — 147,4 тыс., женщин — 170,6 тыс.
- Кременчуг: население 234 тыс., в том числе мужчин — 108,1, женщин — 125,9 тыс.
- Горишние Плавни: с населенными пунктами, подчиненными горсовету, — 54,3 тыс. чел., в том числе городского 51,7 тыс., сельского — 2,6 тыс., мужчин — 25,4 тыс., женщин — 28,9 тыс.
- Лубны: 52,6 тыс. населения, из них мужчин — 23,9 тыс., женщин — 28,7 тыс.
- Миргород: 42,9 тыс. жителей, из них мужчин — 19,9 тыс., женщин — 23 тыс. лиц.

На 1 июня 2007 г. численность имеющегося населения в области составляла 1533,6 тыс. лиц. В течение января-мая 2007 г. количество жителей на территории области уменьшилось на 6,9 тыс. человек, или на 10,9 человека на 1000 чел. населения.

## Численность населения
Историческая динамика численности населения области (в современных границах):
| Год  | Население | Место среди регионов |
| ---- | --------- | -------------------- |
| 1897 | 1 757 000 |                      |
| 1914 | 2 389 000 |                      |
| 1926 | 2 451 000 |                      |
| 1939 | 1 896 000 | 7                    |
| 1959 | 1 637 130 | 9                    |
| 1970 | 1 706 217 | 10                   |
| 1979 | 1 741 357 | 12                   |
| 1989 | 1 753 030 | 12                   |
| 2001 | 1 630 092 | 12                   |
| 2010 | 1 500 000 |                      |
| 2014 | 1 458 205 | 12                   |

## Национальный состав
Историческая динамика национального состава области по данным переписей населения (в процентах):
|          | 1939 | 1959 | 1970 | 1989 | 2001 |
| -------- | ---- | ---- | ---- | ---- | ---- |
| украинцы | 91,6 | 93,4 | 91,3 | 87,9 | 91,4 |
| русские  | 5,0  | 5,1  | 7,2  | 10,2 | 7,2  |
| другие   | 3,4  | 1,5  | 1,5  | 1,9  | 1,4  |

Национальный состав населения Полтавской области по состоянию на 2001 год:
| №  | Национальность | Количество лиц | Процент к общему количеству |
| -- | -------------- | -------------- | --------------------------- |
| 1  | украинцы       | 1 481 167      | 91,36 %                     |
| 2  | русские        | 117 071        | 7,22 %                      |
| 3  | белорусы       | 6 309          | 0,39 %                      |
| 4  | армяне         | 2 678          | 0,17 %                      |
| 5  | молдаване      | 2 562          | 0,16 %                      |
| 6  | евреи          | 1 843          | 0,11 %                      |
| 7  | азербайджанцы  | 1 203          | 0,07 %                      |
| 8  | цыгане         | 956            | 0,06 %                      |
| 9  | татары         | 819            | 0,05 %                      |
| 10 | поляки         | 813            | 0,05 %                      |
| 11 | другие         | 5 786          | 0,36 %                      |
|    | Всего:         | 1 621 207      | 100 %                       |

За 1989—2001 гг. численность украинцев уменьшилась на 56,6 тыс. человек (3,7 %), но доля их в общей численности населения области по данным переписи населения 2001 года увеличилась на 3,5 %. Уменьшение удельного веса коренной нации, связано со значительным спадом естественного прироста населения в сельской местности, малых городах и поселках городского типа, где живут преимущественно украинцы. Географические особенности расселения украинцев не сложились исторически. Доля представителей других национальностей в населении Полтавской области составляет 8,6 %.
Второй по величине национальной группой в населении Полтавской области являются русские. Их численность уменьшилась по сравнению с переписью населения 1989 года на 61,9 тыс. человек, а удельный вес в общей численности населения также снизилась с 10,2 % до 7,2 % (2001 г.). Большинство русских проживает в Кременчугском, Полтавском, Лубенском, Миргородском, Кобелякском и Гадячском районах. Меньше всего русских проживает в Чернухинском, Котелевском и Оржицком районах.
Количество белорусов, третьей по численности национальности в области, в сравнении с данными переписи населения 1989 года уменьшилось на 3,2 тыс. лиц. Удельный вес белорусов в общей численности населения также снизилась с 0,6 % до 0,4 %. С 6,3 тыс. белорусов, 4,2 тыс. человек проживает в городах. Белорусы живут преимущественно в Кременчугском, Полтавском, Карловском, Глобинском и Миргородском районах.
Удельный вес представителей других национальностей по данным переписи 2001 года составила лишь 1,12 %. К этой группе относятся армяне, молдаване, азербайджанцы, поляки, цыгане, грузины и другие. Населения различных национальностей по территории Полтавской области розселене равномерно, причем украинцы преобладают во всех административных районах. За удельным весом коренной нации и мозаичностью этнических меньшинств Полтавская область относится к Северо-Центрального этногеографического региона.

## Языковой состав

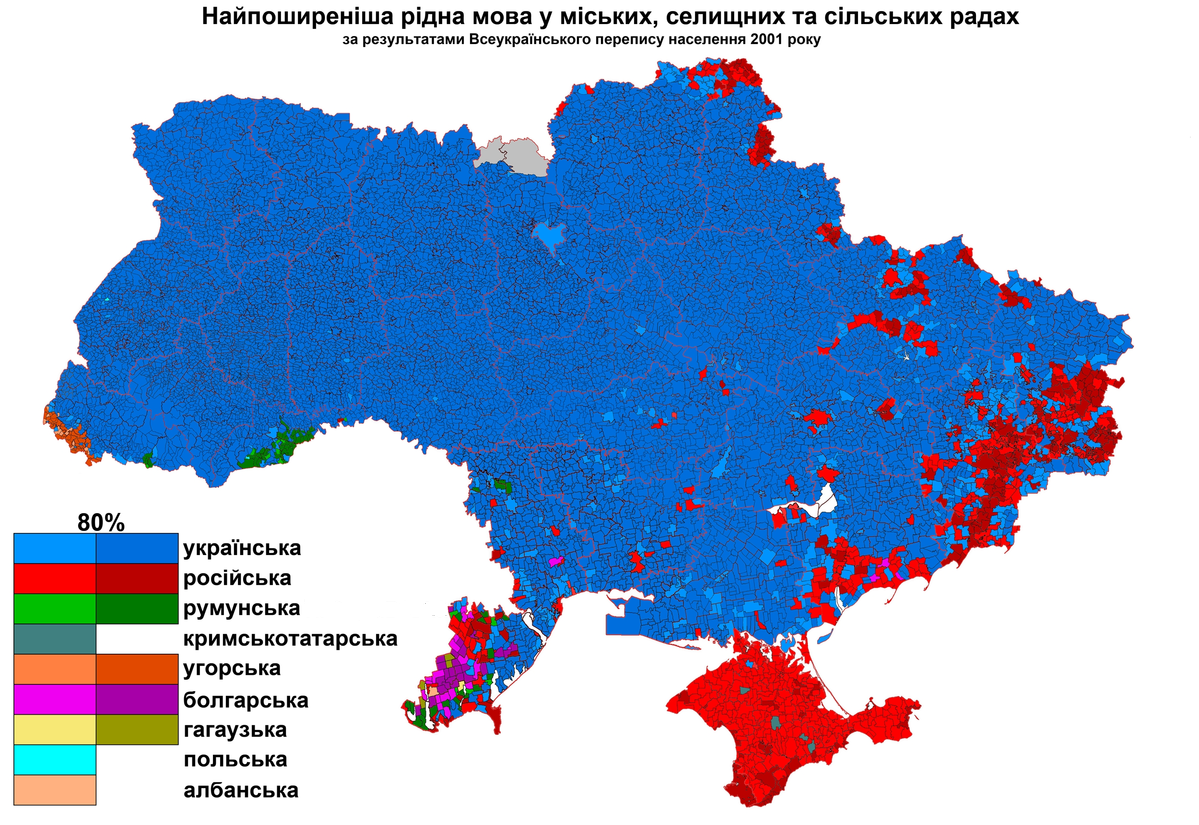
По данным переписи 2001 года, языковая карта Полтавской области характеризуется распространением практически сплошного украиноязычия: на всей её территории преобладает украинский язык

Вследствие проводимой во времена СССР русификации Украины доля украиноязычных в населении Полтавской области постепенно уменьшалась, а доля русскоязычных — возрастала. Родной язык населения Полтавской области по результатам переписей населения, %
|            | 1959 | 1970 | 1989 | 2001 |
| ---------- | ---- | ---- | ---- | ---- |
| Украинский | 92,1 | 90,3 | 85,9 | 90,0 |
| Русский    | 7,2  | 9,1  | 13,2 | 9,5  |
| Другие     | 0,7  | 0,6  | 0,9  | 0,5  |

Подавляющее большинство населения области, по данным всеукраинской переписи 2001 года, считает родным язык своей национальности. Украинский язык считали родным 90,0 % населения области, что на 4,1 процентного пункта больше, чем по данным переписи 1989 года. Русский язык определили как родной 9,5 % населения, по сравнению с прошлой переписью населения этот показатель снизился на 3,7 процентного пункта. Доля других языков, указанных как родные, за межпереписной период уменьшилась на 0,4 процентного пункта и составила 0,5 процента.
Среди малочисленных национальностей, проживающих в области, самым распространенным родным языком является украинский или русский. Так большинство поляков (66 %), чехов (59 %), румын (38 %), венгров (36 %) считают родным языком украинский язык, а подавляющее большинство евреев, татар, узбеков, немцев, греков, чувашей, белорусов — русский.
Украинским как вторым языком, в области свободно владеет 88,2 тыс. человек, а с учётом лиц, для которых он является родным, количество лиц, которые свободно владеют украинским языком составляет 1526,7 тыс., или 94,1 % всего населения. Русским языком владеет 953,7 тыс. человек, или 59,0 % всего населения.
Родной язык населения Полтавской области по данным переписи 2001 года:
|                            | Украинский | Русский |
| -------------------------- | ---------- | ------- |
| Полтавская область         | 90,0       | 9,5     |
| г. Полтава                 | 85,4       | 14,1    |
| г. Кременчуг               | 75,5       | 23,9    |
| г. Лубны                   | 91,1       | 8,6     |
| г. Миргород                | 88,3       | 11,3    |
| Горишние Плавни (горсовет) | 73,2       | 26,3    |
| Великобагачанский район    | 96,7       | 2,8     |
| Гадячский район            | 96,9       | 2,8     |
| Глобинский район           | 95,9       | 3,4     |
| Гребёнковский район        | 95,8       | 3,6     |
| Диканьский район           | 95,3       | 3,9     |
| Зеньковский район          | 97,0       | 2,3     |
| Карловский район           | 95,9       | 3,4     |
| Кобелякский район          | 96,0       | 3,3     |
| Козельщинский район        | 96,0       | 3,4     |
| Котелевский район          | 97,2       | 2,4     |
| Кременчугский район        | 93,8       | 5,6     |
| Лохвицкий район            | 96,9       | 2,7     |
| Лубенский район            | 97,5       | 2,1     |
| Машевский район            | 95,4       | 3,9     |
| Миргородский район         | 97,5       | 2,3     |
| Новосанжарский район       | 95,9       | 3,4     |
| Оржицкий район             | 97,5       | 2,1     |
| Пирятинский район          | 94,8       | 4,8     |
| Полтавский район           | 93,8       | 5,7     |
| Решетиловский район        | 96,4       | 2,7     |
| Семёновский район          | 97,3       | 2,2     |
| Хорольский район           | 97,3       | 2,5     |
| Чернухинский район         | 97,9       | 1,9     |
| Чутовский район            | 95,2       | 4,0     |
| Шишацкий район             | 96,7       | 2,5     |

По данным Всеукраинской переписи населения 2001 года, 97,85 % жителей Полтавской области указали свободное владение украинским языком, а 62,58 % — русским. 99,07 % жителей Полтавской области указали свободное владение языком своей национальности.
Свободное владение языками наиболее многочисленных национальностей Полтавской области по данным переписи населения 2001 г.:
|               | своей национальности | украинский | русский |
| ------------- | -------------------- | ---------- | ------- |
| украинцы      | 99,66 %              |            | 59,69 % |
| русские       | 97,72 %              | 77,31 %    |         |
| белорусы      | 44,63 %              | 80,12 %    | 76,89 % |
| армяне        | 72,85 %              | 68,26 %    | 78,60 % |
| молдаване     | 68,03 %              | 86,89 %    | 57,18 % |
| евреи         | 8,36 %               | 90,34 %    | 93,43 % |
| азербайджанцы | 75,48 %              | 62,68 %    | 76,64 % |
| цыгане        | 73,54 %              | 89,64 %    | 37,34 % |

Украинский язык является единственным официальным языком на всей территории области.
По данным опроса, проведённого Социологической группой «Рейтинг» с 16 ноября по 10 декабря 2018 года в рамках проекта «Портрети Регіонів», 80 % жителей Полтавской области считали, что украинский язык должен быть единственным государственным языком на всей территории Украины. 9 % считали, что украинский язык должен быть единственным государственным языком, а русский — вторым официальным в некоторых регионах страны. 8 % считали, что русский должен стать вторым государственным языком страны. 3 % затруднились с ответом.
По данным исследования Центра контент-анализа, проведённого в период с 15 августа по 15 сентября 2024 года, темой которого стало соотношение украинского и русского языков в украинском сегменте социальных сетей, в Полтавской области на украинском языке писалось 76,0 % сообщений (в 2023 году — 63,9 %, в 2022 году — 60,0 %, в 2020 году — 15,5 %), на русском — 24,0 % (в 2023 году — 36,1 %, в 2022 году — 40,0 %, в 2020 году — 84,5 %).
3 декабря 2024 года решением Полтавского областного совета в Полтавской области утверждена «Программа развития и функционирования украинского языка как государственного во всех сферах общественной жизни в Полтавской области на 2025—2030 годы», главными целями которой являются усиление позиций украинского языка в различных сферах общественной жизни региона и украинизация беженцев из других областей Украины.
После провозглашения Украиной независимости в области, как и в стране в целом, происходит постепенная украинизация русифицированной в советское время системы образования. Динамика соотношения языков преподавания в учреждениях общего среднего образования в Полтавской области:
| Язык преподавания | Учебный год | Учебный год | Учебный год | Учебный год | Учебный год | Учебный год | Учебный год | Учебный год | Учебный год | Учебный год | Учебный год | Учебный год | Учебный год | Учебный год |
| Язык преподавания | 1991/92     | 1992/93     | 1993/94     | 1994/95     | 1995/96     | 2000/01     | 2005/06     | 2007/08     | 2010/11     | 2012/13     | 2015/16     | 2018/19     | 2021/22     | 2022/23     |
| ----------------- | ----------- | ----------- | ----------- | ----------- | ----------- | ----------- | ----------- | ----------- | ----------- | ----------- | ----------- | ----------- | ----------- | ----------- |
| Украинский        | 74,3 %      | 74,4 %      | 77,5 %      | 80,6 %      | 83,0 %      | 93,0 %      | 97,0 %      | 97,0 %      | 98,0 %      | 98,0 %      | 99,0 %      | 99,0 %      | 99,96 %     | 100,0 %     |
| Русский           | 25,7 %      | 25,6 %      | 22,5 %      | 19,4 %      | 17,0 %      | 7,0 %       | 3,0 %       | 3,0 %       | 2,0 %       | 2,0 %       | 1,0 %       | 1,0 %       | 0,04 %      | —           |

В период с 2012/13 по 2016/17 учебный год в Полтавской области доля учеников, изучающих русский язык либо в русскоязычных классах, либо как отдельный предмет в классах с украинским языком преподавания, сократилась с 41,04 % до 30,46 %.
По данным Государственной службы статистики Украины в 2023/24 учебном году все 134 575 учащихся в учреждениях общего среднего образования в Полтавской области обучались в украиноязычных классах.
По данным Государственной службы статистики Украины в 2024/25 учебном году все 130 939 учащихся в учреждениях общего среднего образования в Полтавской области обучались в украиноязычных классах.

## Демография
Современная демографическая ситуация в Полтавской области, как и в целом в Украине сложилась под влиянием исторического развития территории, естественного и механического движения населения.
Численность населения области постоянно уменьшается: в 1989—1754,2; 2001—1652,2; 2007—1540,5 тыс. чел. Сейчас в Полтавской области проживает 3,3 % населения Украины. По количеству населения Полтавщина занимает 12 место в Украине.
Показатели рождаемости, смертности и естественного прироста в 1950—2014 гг.:
| коэффициент (на 1000 человек) | 1950 | 1960 | 1970 | 1990 | 2000  | 2010 | 2014 |
| ----------------------------- | ---- | ---- | ---- | ---- | ----- | ---- | ---- |
| рождаемости                   | 18,6 | 16,3 | 13,1 | 11,8 | 7,0   | 9,5  | 10,0 |
| смертности                    | 7,3  | 7,5  | 10,3 | 14,3 | 17,9  | 17,5 | 17,1 |
| естественного прироста        | 11,3 | 8,8  | 2,8  | -2,5 | -10,9 | -8,0 | -7,1 |

Демографическая ситуация в Полтавской области характеризуется как кризисная. Наблюдается определённый рост смертности на фоне очень низкого показателя рождаемости. В 2006 году жители пенсионного возраста составляли 32,0 % населения области, дети и подростки — лишь 14,6 %. Население трудоспособного возраста — 59,0 %. Количество лиц, которые получали пенсию в 2007 году составляла 493,3 тыс. человек, из них по возрасту 381,9 тыс. человек, по инвалидности 52,5 тыс. человек, в случае потери кормильца — 26,6 тыс. мужчина, за выслугу лет 24,8 тыс. человек. В половой структуре населения преобладают женщины — 53,98 % (2007 г.). Мужчины составляют 46,02 % жителей области.
Депопуляция сопровождается существенным ухудшением состояния здоровья, снижением средней ожидаемости продолжительности жизни населения. Основными причинами, которые обуславливают естественное сокращение населения Полтавской области являются:
- социально-экономические, проявляющиеся в низком уровне доходов населения в сочетании с европейскими стандартами жизни и содержания ребёнка;
- экологические, проявляющиеся через высокий уровень заболеваемости населения в результате загрязнения окружающей среды различными видами вредных веществ;
- культурно-ментальные, которые проявляются в соблюдении определённой тенденции относительно количества рождения детей, возраста вступления в брак, занятости женщин и тому подобное.

## Занятость населения
На территории Полтавской области, как и в целом в Украине на сегодня остро стоит проблема рационального использования рабочей силы, её правильное распределение между отраслями хозяйства и отдельными районами, ликвидация безработицы и тому подобное.
Количество экономически активного населения Полтавщины в 2006 году составила 744,9 тыс. человек (48,3 % от общей численности населения), из которых 350,7 тысяч — женщины и 394,2 тысяч — мужчины. Большая часть экономически активного населения (61,2 %) проживает в городских поселениях.
По занятости населения, то в 2006 году в хозяйстве Полтавской области было занято 692,7 тыс. человек (44,5 % от общей численности населения), в том числе в сельском, лесном хозяйстве и охоте 76,4 тыс. человек (15,2 %), промышленности 140,1 тыс. человек (27,9 %), строительстве 25,0 тыс. человек (5,0 %), транспорте и связи 36,2 тыс. человек (7,2 %). В то же время среднегодовое количество наемных работников в Полтавской области с 1990 года (824 тыс. лиц) постоянно уменьшается (2006 год — 414 тыс. лиц). Среди районов области наименьшее среднегодовое количество наемных работников наблюдается в Чернухинском (2 тыс. лиц), Кобелякском (4 тыс. лиц), Котелевском (4 тыс. лиц), Машевском (4 тыс. лиц) и Чутовском (4 тыс. лиц).
Большинство наемных работников занято в перерабатывающей промышленности (92 тыс. лиц), тогда как в добывающей промышленности занято лишь 19 тыс. лиц.
На сегодня очень актуальной является необходимость постоянного повышения качества рабочей силы. Высокий образовательный уровень и общая культура, глубокая профессиональная подготовка, творческое отношение к труду становится обязательным условием высокопроизводительного труда. Растет количество работающих с высшим образованием (50,6 % занятых), причем самый высокий образовательный уровень имеют штатные работники государственного управления (83,7 %) и финансовой деятельности (82,8 %). В то же время самый низкий образовательный уровень имеют штатные работники сельского, лесного хозяйства и охоты (24,0 %).
На уровень працересурсного потенциала оказывает влияние половозрастная структура населения. Да, есть отрасли хозяйства, где преобладает мужской труд — добывающая промышленность, лесное хозяйство, строительство. Но в некоторых отраслях промышленности, сельском хозяйстве, образовании, медицине, сфере обслуживания преобладает женский труд.
Самый высокий уровень занятости населения в Полтавской области характерен для возрастной группы 35-55 лет (свыше 56 %) и 15-34 года (30,3 %), причем уровень занятости у мужчин (52,1 %) несколько выше, чем у женщин (47,9 %).
Высоким является удельный вес занятых в промышленном производстве городов Полтава, Кременчуг и Горишные Плавни. Анализ свидетельствует, что в то же время в остальных городских поселениях сложилась высокая доля занятых в пищевой и легкой промышленности, а также в промышленном обслуживании сельскохозяйственного производства.